# FMA IA 58 Pucará
FMA IA 58 Pucará (kečuánsky Pevnost) je argentinský lehký bitevní a protipovstalecký (Counter-insurgency/COIN) turbovrtulový letoun vyráběný od sedmdesátých let 20. století argentinskou společností Fábrica Militar de Aviones (v současnosti Fabrica Argentina de Aviones). Jedná se o celokovový dvoumístný dvoumotorový dolnoplošník s příďovým podvozkem schopný operovat z nezpevněných ploch.
Argentina je, kromě nasazení proti levicovým povstalcům za špinavé války, použila i během války o Falklandy/Malvíny v roce 1982. Byly to jedny z mála argentinských letounů s pevným křídlem, které byly schopné operovat z letišť na Falklandách/Malvínách a jediné potvrzené argentinské vzdušné vítězství během těchto bojů dosáhla právě dvojice letounů Pucará 28. května 1982. Během války ale argentinské letectvo přišlo celkem o 25 letounů Pucará. Srílanské letectvo nasadilo své Pucará do bojů proti tamilským tygrům, přičemž ztratilo dva až tři ze svých čtyř strojů.

## Vývoj

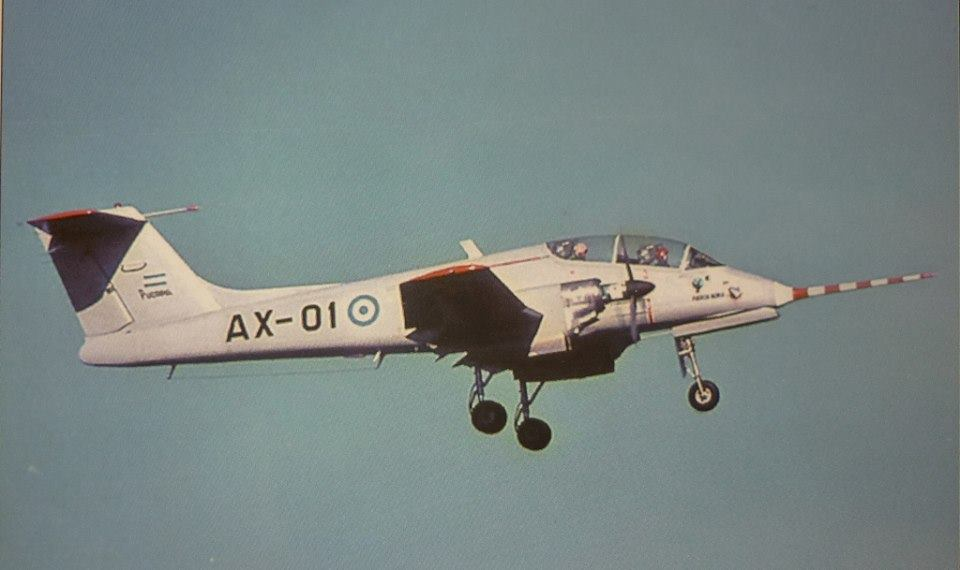
Prototyp AX-01

IA 58 Pucará vznikl na základě požadavků argentinského letectva na bojový letoun, který měl plnit úkoly taktické podpory a průzkumu. S těmito požadavky se v druhé polovině šedesátých let 20. století obrátilo argentinské letectvo na Fábrica Militar de Aviones.
První návrh – označený jako AX-01 – počítal s jednomístným provedením dvoumotorového dolnoplošníku. Po přepracování vznikl první prototyp AX-02 (někdy je uváděno i jméno Delfin, nějakou dobu nesl imatrikulaci A-X2), coby dvoumístný dolnoplošník se zatahovacím podvozkem příďového typu a poháněný dvěma turbopropy Garrett TPE-331-U303 (každý o výkonu 904 hp) s třílistými vrtulemi Hartzell. Nejprve byla ale plánovaná konfigurace vyzkoušena na dřevěném kluzáku – ten podnikl první let 25. února 1968, přičemž do kabiny usedl zkušební pilot 1º Teniente (~ nadporučík) Starc (podle Aviastar ale mělo k prvnímu letu kluzáku dojít již 26. prosince 1967).
Roll-out prvního neozbrojeného prototypu proběhl 19. srpna 1969 a již následujícího dne uskutečnil AX-2 svůj první let. Při druhém letu, který se uskutečnil 21. srpna, byl přítomen i velitel argentinského letectva Brigadier General (~ brigádní generál) Jorge Martinez Zuviría. Dne 10. října 1969 byl pak AX-2 poprvé představen veřejnosti v Córdobě. V tomto provedení byl letoun vybaven britskými vystřelovacími sedačkami Folland (HSA) 4 GT/1 Type 40.
Během testů bylo – na návrh manželky zkušebního pilota 1º Teniente Digiera – novému letounu přiděleno jméno Pucará. Tak se v kečuánštině nazývají kamenné pevnosti stavěné indiány v Andách od Ekvádoru po střední Chile a argentinský Severozápad.
Původně použité turbopropy Garrett se neosvědčily a do AX-2 byly proto instalovány výkonnější francouzské turbovrtulové motory Turbomeca Astazou XVIG, každý o výkonu 978 hp. První vzlet s novými motory uskutečnil AX-2 dne 2. září 1970 z betonové plochy letiště v Cordóbě. Druhý prototyp již nesl výzbroj tvořenou dvojicí belgických kulometů FN-Browning ráže 7,62 mm a dvojicí britských kanónů HS-2804 ráže 20 mm. Britské byly rovněž vystřelovací sedačky Martin Baker Mk.AP 06A. K následným testům se připojil i první prototyp přestavěný na pohon motory Astazou.
Třetí prototyp – označený jako AX-03 – byl již od počátku vybaven motory Turbomeca Astazou a představoval definitivní podobu IA-58. Přední část trupu byla prodloužena o 350 mm, menších úprav doznaly také ocasní plochy a vnitřní vybavení.
Dne 4. dubna 1971 se uskutečnily testy startu za pomocí přídavných raketových motorů (Rocket-Assisted Take Off/RATO) a téhož roku byl jeden z prototypů dopraven do Francie, kde podstoupil sérii vibračních testů.
Vzhledem k uspokojivým testům začala být plánována sériová výroba. Ta měla začít v roce 1972 a zahrnovat 100 kusů. Z finančních důvodů ale byla zahájena až v roce 1973. První série čítala 60 strojů. První sériový IA 58A, označený A-501, poprvé vzlétl 8. listopadu 1974 a 12. nebo 15. listopadu byl předán argentinskému letectvu. Po první sérii následovala 48–kusová druhá série.

## Operační historie

### Argentina
První jednotkou, která obdržela nové Pucará, byla Grupo de Tareas Pucará (~ úkolová skupina Pucará). Ta byla založena již v září, či říjnu 1974 a působila z BAM Reconquista v provincii Santa Fe. Dne 20. srpna 1975 obdržela první dvě Pucará (A-501 a A-502) a byla přeznačena na Escuadrón I de Ataque (~ 1. útočná eskadra). Do konce roku se k první dvojici přidala ještě Pucará A-503 (mělo se tak stát v září) a měla se přidat i Pucará A-504 (v listopadu), ale podle Klause se A-504 měla přidat až v roce 1976. Ještě během roku 1975 se měly čtyři Pucará zúčastnit závěrečné fáze operace Independencia proti gerilám ERP v provincii Tucumán během tzv. špinavé války.
V rámci příprav operace Soberanía – invaze do Chile kvůli sporným ostrovům v průlivu Beagle – byly 20. prosince 1978 z Escuadrón I de Ataque vyčleněny dvě odloučené jednotky (Escuadrón Aeromóvil doslova „aeromobilní eskadra“). První, se sedmi Pucará (A-511, A-512, A-514, A-516, A-518, A-520 a A-522), byla umístěna na BAM Santa Cruz (u Puerto San Julián v provincii Santa Cruz) a druhá, s osmi Pucará (prototyp AX-04 a sériové A-507, A-509, A-510, A-513, A-515, A-517 a A-523), byla umístěna na BAM Fuerte General Roca (u General Roca v provincii Río Negro). Invaze – plánovaná na 22. prosince – ale byla na poslední chvíli odvolána a Pucará se vrátily na BAM Reconquista: nejprve Pucará z BAM Fuerte General Roca již 24. prosince a skupina z BAM Santa Cruz až 13. ledna 1979.
Mezi 10. a 28. dubnem 1977 se AX-01 a AX-03 zúčastnily operace Cruce (~ Křižovatka) při které byla zkušební trasa o délce 3200 kilometrů (Córdoba – Santa Rosa – Neuquén – San Carlos de Bariloche – Bahía Blanca – Ezeiza – Rosario – Paraná – Córdoba) pokořena osmihodinovým nonstop letem. Po tomto úspěšném testu bylo možné vyslat Pucará přes Atlantik do Francie, aby se zúčastnily 32. pařížského aerosalonu v Le Bourget. Cestu měl podstoupit AX-03, který byl na cestu vybaven dvěma VOR/ILS, dvěma ADF, dvěma VHF vysílačkami, navigačním systémem Litton LTL-72, meteorologickým radarem Bendix a odpovídačem Bendix DPR-600. V 8:30 ráno 14. května odstartovali ViceComodoro (~ komodor) Sergio Garcia a 1º Teniente Spika s AX-03 z Cordóby. Trasa vedla přes Porto Alegre, Recife a Ilha do Sal přes Atlantik do Las Palmas, Sevillu a do Pau ve Francii AX-03 přiletěla v 9:30 19. května. Cestou AX-03 doprovázel C-130H TC-64, který vezl rozloženou Pucará A-507.
Escuadrón I de Ataque byla zrušena v roce 1981 a místo ní všech 29 Pucará převzala nová Grupo 3 de Ataque (~ 3. útočná skupina). Ještě během roku 1981 přibylo šest nových Pucará: A-549, A-550, A-552, A-553, A-555 a A-556. Všechny Pucará byly rozděleny mezi Escuadrón I Operativo (~ 1. operační eskadra) a Escuadrón II Operativo (~ 2. operační eskadra).

#### Válka o Falklandy/Malvíny

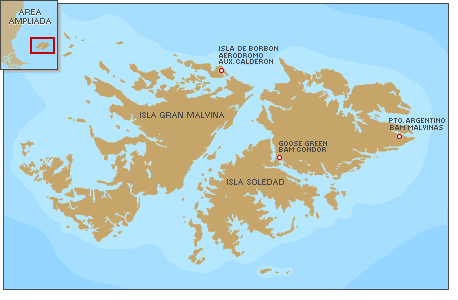
Argentinské letecké základny na Falklandách:

- BAM Malvinas u Port Stanley
- BAM Cóndor u Goose Green
- EA Calderón na ostrově Pebble/Isla Borbón

V následujícím textu bylo ponecháno označení ostrovů jako „Falklandy“, ačkoliv Argentinci je přejmenovali na Malvíny
Pro připravovanou argentinskou invazi na Falklandy byla 31. března 1982 vyčleněna Escuadrón Aeromóvil Pucará Malvinas. Ta zpočátku disponovala třemi stroji (A-523, A-552 a A-556), ale 2. dubna se k jednotce přidaly i A-529 a A-532 a jednotka se přesunula z kontinentu na BAM Malvinas – bývalé civilní letiště východně od Port Stanley na Falklandách. Dne 25. dubna přeletělo z kontinentální BAM Comodoro Rivadavia na ostrovní BAM Malvinas dalších šest Pucará (A-502, A-506, A-509, A-513, A-520 a A-527), ke kterým se 27. dubna přidala ještě Pucará A-528.
Kromě BAM Malvinas u Port Stanley působily během falklandského konfliktu Pucará i z dalších dvou základen na ostrovech: letecké BAM Cóndor u Goose Green a námořní EA Calderón na ostrově Pebble/Isla Borbón. V noci na 15. května bylo šest Pucará (A-502, A-520, A-523, A-529, A-552 a A-556) zničeno během nájezdu SAS na EA Calderón.
Ztráty Pucará na ostrovech byly doplňovány letouny z pevniny – konkrétně z Escuadrón I.A.58 Pucará, která byla založena koncem dubna 1982 na BAM Santa Cruz.

### Srí Lanka
V roce 1992 (podle Johnsona), či 1993 (podle Coopera) byly čtyři Pucará ze stavu argentinského letectva (konkrétně stroje A-600 až A-603) renovovány a předány srílanskému letectvu. To jim přiřadilo imatrikulace CA-601 až CA-604 (CA-602 byl později přeznačen na CA-605) a přidělilo je 1. výcvikovému křídlu (1. FTW) v Katunayake na západním pobřeží. Kontrakt měl být podle Coopera zprostředkován Izraelem. Srílanští piloti a 12 mechaniků prodělali přeškolení na nový typ v argentinské Córdobě. Po dosažení operační způsobilosti byla 1. FTW přeložena na leteckou základnu Anuradhápura. Některé operace byly rovněž podniknuty ze základny Vavuniya (obě na severu ostrova).
V dubnu 1995, na počátku třetí ílamské války, se srílanské Pucará zúčastnily vládní ofenzívy proti tamilskými tygry drženém Jápané. Ještě za druhé ílamské války měla 13. října 1993 (podle Coopera) u Jápané havarovat Pucará CA-601. Vrak měl být zajištěn a odtažen srílanskou armádou. Ta samá Pucará CA-601 je ale (i samotným Cooperem) uváděna jako sestřelená 14. června 1995, kdy po zásahu raketou z přenosného protiletadlového kompletu 9K32 Strela-2 (SA-7 Grail) měla havarovat u Sandilipay nebo Palali (Palay, tou dobou základna srílanské armády). Pilot kapitán (Flt.Lt.) D. F. D. S. Pereira zahynul.
Od roku 1996 se srílanské Pucará potýkaly s nedostatkem náhradních dílů.
Další ztrátou byla CA-604, která 15. března 1997 havarovala poté, co odhozená puma předčasně explodovala pod křídlem. Pilot se stihl katapultovat a přežil. Ještě v květnu 1997 podnikly srílanské Pucará v rámci operace Jayasikuru 13 bojových letů, ale následně byly pravděpodobně uzemněny.
Pucará CA-605 je v současnosti (2012) k vidění v rámci expozice muzea srílanského letectva v Ratmalana.

## Varianty
- AX-01 až (pravděpodobně) AX-03 – prototypy IA 58A (AX-04 pravděpodobně získán přestavbou sériového A-509[15])
- IA 58A – dvoumístný, hlavní produkční verze
- IA 58B (Pucará Bravo) – jednomístný, vylepšená avionika a výzbroj tvořená dvěma 30mm kanóny DEFA 553 v rozšířené spodní části trupu.[4] Jediný prototyp (AX-05), první let 15. května 1979.[3]
- IA 58C (Pucará Charlie) – jednomístný, vyzbrojený dvěma 30mm kanóny DEFA, s možností nést čtyři protiletadlové řízené střely Matra Magic 2 či dvě protilodní Martin Pescador MP-1000. Vybavený „skleněným kokpitem“.[3] Jeden prototyp AX-06[16] (někdy též označován za prototyp IA 66). První let v prosinci 1985, projekt zastaven z finančních důvodů.[4]
- IA 66 – IA 58A s turbovrtulovými motory Garrett TPE331-11-601W[3]
- IA 58US – dvoumístná verze určená pro federální bezpečnostní složky USA. Původní motory byly nahrazeny za výkonnější Garrett TPE331, místo 7,62mm kulometů byly instalovány čtyři 12,7mm kulomety Browning M2HB (525 nábojů/hlaveň) a vylepšena elektronika. Prvních šest strojů bylo dodáno v březnu 2001.[17]

## Popis konstrukce

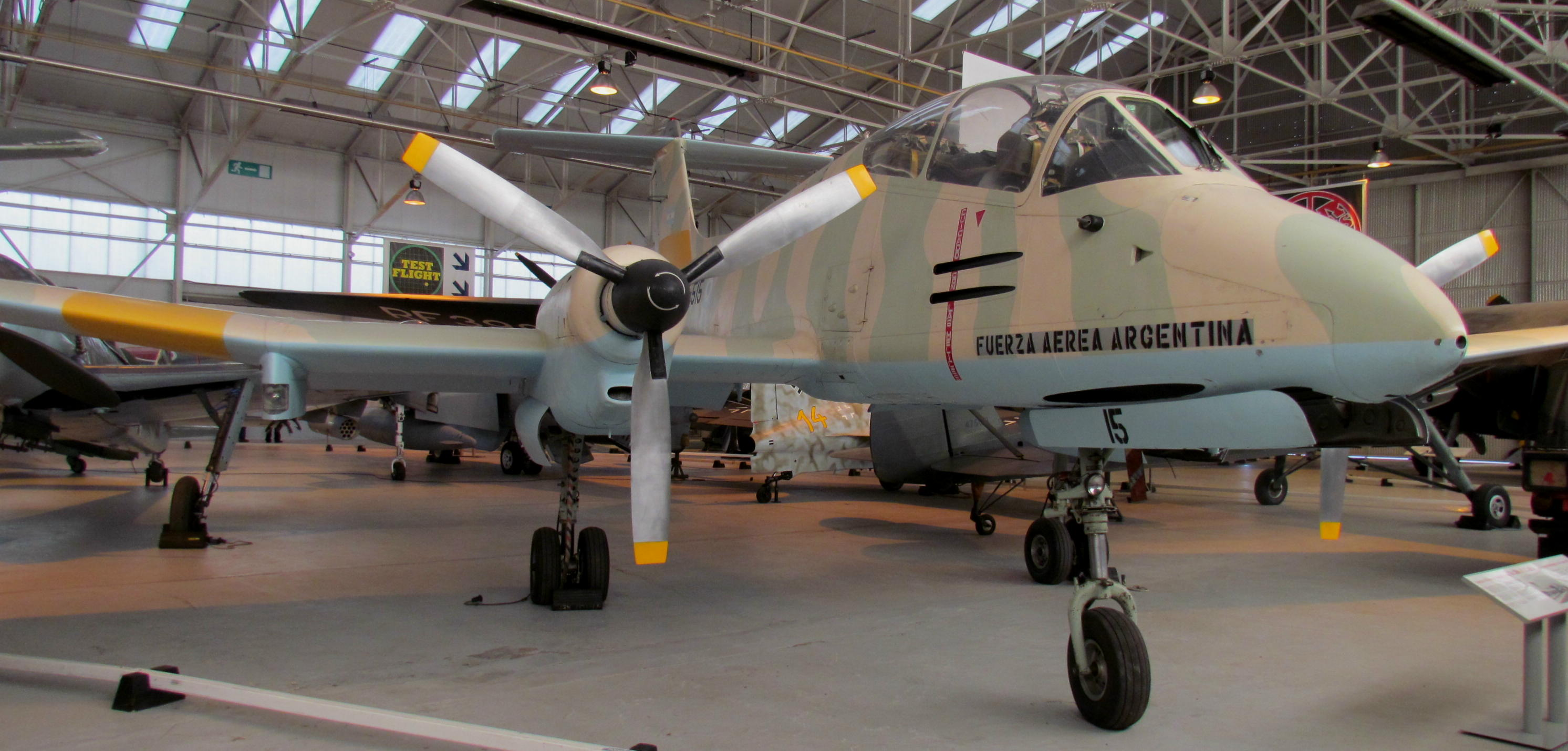
FMA IA 58A Pucará A-515 byl v poškozeném stavu ukořistěn Brity na Falklandách. Po válce byl stroj převezen do Británie, opraven a bylo mu přiřazeno sériové číslo ZD485. A-515 byla jednou ze tří Pucará, které přeletěly na BAM Malvinas 28. května 1982. Na ostrovech podnikla pouze jednu akci a to když ráno 10. června, spolu s A-536 a A-522, zaútočila na britské pozice na severním svahu Mount Kent a Murell Ridge. Všechny tři Pucará se z náletu vrátily, ale A-515 a A-522 byly poškozeny palbou zbraní pěchoty

IA 58A je celokovový dvoumístný dvoumotorový dolnoplošník s příďovým podvozkem a ocasními plochami uspořádanými do T.
Kokpit je vybaven zdvojeným řízením pro pilota i druhého pilota. Oba piloti sedí za sebou na vystřelovacích sedadlech Martin-Baker Mk 6 AP-6A s parametry „0-0“. Sedačka druhého pilota je kvůli lepšímu výhledu asi o 250 mm vyvýšená. Pilot má k dispozici reflexní zaměřovač Matra 83-4-3. Překryt kabiny je dvoudílný a tvoří jej pevný čelní štít a pohyblivý kryt nad oběma piloty, který se odklápí dozadu. Podlaha kabiny je pancéřovaná.
Hlavní podvozkové nohy se zatahují dopředu do motorových gondol, příďový podvozek se zatahuje dopředu do šachty před pilotní kabinu.
IA 58A má celkem čtyři interní palivové nádrže: dvě v trupu a po jedné v každé polovině křídla mezi trupem a motorovými gondolami. Celkový objem paliva je 338 US gal (1279,5 litrů). Některé stroje byly navíc vybaveny pátou palivovou nádrží na místě druhého pilota.

## Specifikace (IA 58A)

### Technické údaje
- Posádka: 2
- Rozpětí: 14,5 m[20]
- Délka: 14,25 m[20]
- Výška: 5,36 m[21]
- Nosná plocha: 30,3 m²[5]
- Hmotnost prázdného letounu: 4000 kg[20], 4020 kg,[21] nebo 4037 kg[5]
- Maximální (max.) vzletová hmotnost: 6800 kg[20]
- Pohonná jednotka: 2 × turbovrtulový motor Turbomeca Astazou XVIG pohánějící třílisté duralové vrtule Ratier Forest[4]
  - Výkon motoru: 2× 978 hp[3] (729,3 kW)

### Výkony
- Maximální rychlost: 500 km/h ve výšce 3000 m[22]
- Cestovní rychlost: 430–480 km/h[3][20][22]
- Nepřekročitelná rychlost (Vno): 750 km/h[3]
- Pádová rychlost při hmotnosti 4790 kg, vysunutých klapkách a podvozku: 143 km/h[3]
- Dostup: 9700 m[22] či 10 000 m[3]
- Stoupavost: 1080 m/min[3]
- Taktický dolet s 1500 kg výzbroje:
  - lo-lo-lo: 225 km[3]
  - hi-lo-hi: 350 km[3]
- Taktický dolet s 800 kg výzbroje a 119 US gal (~ 450,5 litru) přídavnou nádrží:
  - lo-lo-lo: 575 km[3]
  - hi-lo-hi: 975 km[3]
- Přeletový dolet s plnými interními nádržemi a 459 US gal (~ 1737,5 litru) paliva v přídavných nádržích: 3710 km[3]
- Vytrvalost: až 10 hodin v přeletové konfiguraci[2]
- Letová obálka: +6 až -3 g[3]

### Výzbroj
- 2× 20mm kanóny Hispano-Suiza HS.804 s 270 náboji na hlaveň ve spodní části trupu[3][4][22]
- 4× 7,62mm kulomety Browning FM M2-20 s 900 náboji na hlaveň umístěné po dvou na bocích trupu pod kabinou[3][4][22]
- Podvěsná výzbroj: do 1500 kg na jednom centrálním a dvou křídelních závěsnících:[20]
  - neřízené letecké pumy[4][22]
  - raketomety se 70mm neřízenými raketami[4][22]
  - napalm[22]
  - kulometná pouzdra[4][22]
  - 569mm torpédo Bliss-Leavitt Mark 13[4][15][23]
  - přídavné nádrže[22] (všechny tři závěsníky jsou tzv. „mokré“[3])

## Uživatelé
Současní uživatelé (2012):

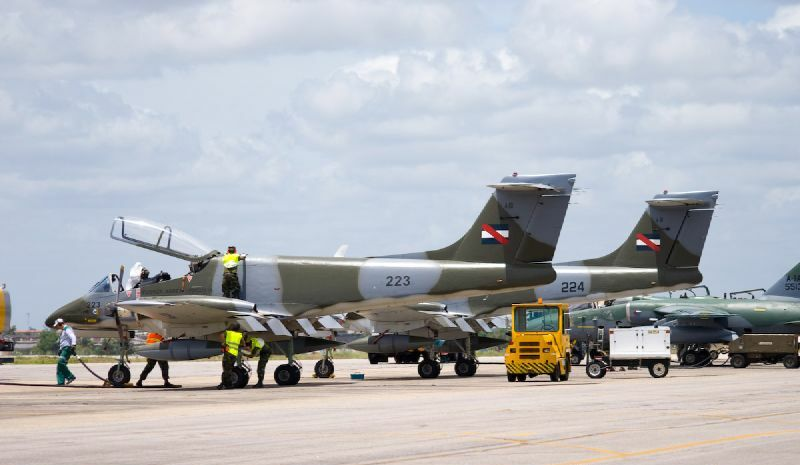
Uruguayské Pucará na cvičení Cruzex IV v Brazílii, rok 2008

- Argentinské letectvo (Fuerza Aérea Argentina, FAA)
- Uruguayské letectvo (Fuerza Aérea Uruguaya, FAU)

Bývalí uživatelé:
- Kolumbijské letectvo (Fuerza Aérea Colombiana, FAC) – tři letouny dodány v prosinci 1989[7]
- Srílanské letectvo